# Андай (Узбекистан)
Андай (узб. Anday / Андай) — посёлок городского типа, расположенный на территории Шахрисабзского района Кашкадарьинской области Республики Узбекистан. Статус посёлка городского типа с 2009 года.

## Этимология
Название города изменилось по звучанию и составу. Мастер и Андай в последнем слоге связаны с древнеиранскими языками. Так на современных памирских означает "лжет", а мазкур — ручей или реку. На осетинском тач — быстротечное место впадения реки, а на согдийском основание — река. Первая часть названия может быть формой ar, означающей проточную воду. В Хоразмийском и согдийском арна — большая канава. Андай — проточный овраг с бледной водой. Древняя форма могла быть Артак или Арда.

## Численность
На 1-го января 2016 по данным переписи населения проживало более 2600 человек